# Костенецький Андрій Ігорович
Костенецький Андрій Ігорович — солдат Збройних Сил України. Учасник російсько-української війни.

## Життєпис
Народився 20 листопада 1983 року в селі Свитазів Сокальського району Львівська область. Був єдиною дитиною у батьків.
Навчався в Ільковицькій середній школі. Закінчив навчання Сокальський професійний ліцей за спеціальністю кухар.
З 2002 року служив в армії ЗСУ.
У 2014 році в серпні був мобілізований до Кінологічного навчального центру і був відправлений до зони АТО.
Загинув 16 січня 2015 році в місті Мар'їнка Донецька область.
Похований 18 січня 2015 року в рідному селі Свитазів.
Без єдиного сина залишилася мати.

## Вшанування пам'яті
- На фасаді Ільковицькій середній школі відкрили меморіальну дошку.
- 6 грудня 2021 року на фасаді Сокальського професійного ліцею відкрито меморіальні дошки загиблим воїнам АТО серед них ім'я Андрія Костенецького.
- Почесний громадянин Сокальської громади (посмертно).